# Nomada dreisbachorum
Nomada dreisbachorum är en biart som beskrevs av Moalif 1988. Nomada dreisbachorum ingår i släktet gökbin, och familjen långtungebin. Inga underarter finns listade i Catalogue of Life.